# إل تيمبو (كولومبيا)
إل تيمبو (بالإسبانية: El Tiempo؛ وتعني الوقت) هي صحيفة يومية كولومبية. وفقاً لعام 2012، تعتبر الصحيفة الأكثر انتشاراً في كولومبيا حيث يبلغ بمعدل مبيعتها 1,137,483 نسخة في اليوم، فيما يرتفع إلى 1,921,571 في يوم الأحد. بعد تحول غريمتها، إل إسبكتادور، إلى صحيفة أسبوعية عام 2001، إثر أزمة مالية حلت بها، أصبحت إل تيمبو الصحيفة الكولومبية اليومية الوحيدة التي توزع على نطاق وطني، حتى عام 2008 عندما عادت إل إسبيكتادور لتطبع بشكل يومي.

## تاريخ
صدرت لأول مرة عام 1911، من قبل ألفونسو رستريبو. وفي عام 1913 اشتراها منه نسيبه إدواردو سانتوس مونتيجو، لتصبح جزء من شبكة كازا إديتوريال إل تيمبو الإعلامية. واقتصر الناشرين في الصحيفة على عائلة سانتوس منذ عام 1913 حتى عام 2007، عندما امتلكت مجموعة بلانيتا 55% من أسهم الشبكة، وكان أبرز من نشر فيها من عائلة سانتوس إدواردو سانتوس، الرئيس الكولومبي بين عامي 1938 و1942، وفرانشيسكو سانتوس كالديرون، الذي شغل منصب نائب الرئيس بين عامي 2002 و2008، ووزير الدفاع السابق والرئيس الحالي للبلاد، خوان مانويل سانتوس. في عام 2013 إشترى لويس كارلوس سارمينتو 86% من أسهمها.

## إنتشار
تطبع الصحيفة ب 6 إصدارات بحسب المنطقة التي توزع فيها: بوغوتا، كاريبي، ميديلين، مثلث البن (بيريرا، مانيزاليس، آرمنيا)، كالي (كالي، بوبايان، باستو) وإصدار آخر لباقي المناطق. في يوم الأحد تضاف للصحيفة ملحقات خاصة. على مدار ثلاثة أعوام أضافت الصحيفة لطبعة يوم الأحد ملحقاً يضم مقالات مختارة من نيويورك تايمز، مترجمة بالإسبانية، إلا أنها توقفت عن نشره في يناير 2008، وفي أغسطس 2008 بدأ ينشر ملحق مشابه من قبل غريمتها إل إسبيكتادور.

## روابط خارجية
- إل تيمبو على موقع الموسوعة البريطانية (الإنجليزية)